# Josip Reić
Josip Reić, född den 24 juli 1965 i Split i dåvarande Jugoslavien, är en kroatisk roddare.
Han tog OS-brons i tvåa med styrman i samband med de olympiska roddtävlingarna 1980 i Moskva.